# Rabarber
Rabarber (Rheum rhabarbarum) is een plant uit de duizendknoopfamilie. De plant wordt gekweekt vanwege zijn eetbare delen.
Rabarber staat al meer dan 5000 jaar bij de mens in de belangstelling, in het begin echter alleen als geneesmiddel. De Chinezen hebben dit gewas, uit de Aziatische steppen, als eerste in cultuur gebracht. Uit de wortel werd en wordt nog steeds een sterk purgeermiddel gewonnen. De stelen bevatten de stof pariëtine, die in celkweken en bij proefdieren in hoge concentraties tumorgroei remt, maar waarvan nog geen effect bij mensen is aangetoond. Omstreeks 1600 ontdekte John Gerard, hofbotanicus van de Engelse koning Charles I, dat de stelen gegeten kunnen worden. Het duurde echter tot 1750 voordat rabarber als groente een grotere bekendheid kreeg. In Duitsland begon de teelt als groentegewas omstreeks 1850. In Nederland en België vond de teelt vanaf ongeveer 1900 plaats.
Rabarber is voornamelijk in de zomer op de markt, maar het kan al vanaf november gekocht worden. Dit is mogelijk doordat de rabarberpollen geforceerd kunnen worden. Bij de buitenteelt is het belangrijk om na de langste dag geen stelen meer te oogsten opdat de plant voldoende reservestoffen voor het volgend jaar kan vormen.
Voor de forceerteelt worden één tot drie jaar oude pollen in de winter in donker gemaakte schuren of kassen opgezet. Alvorens de pollen kunnen worden geforceerd moeten zij voldoende koude hebben gehad om de knoprust te doorbreken. Dit kan via natuurlijke of kunstmatige (in koelcellen) weg worden bereikt. Vroege rassen hebben minder koude nodig dan late rassen.
Voor de vroege teelt worden de pollen buiten afgedekt met plastic folie.
De plant heeft dikke bladstelen en grote bladeren. Er zijn rassen met rode stelen en met groene stelen. Voor de verse markt worden alleen rassen met rode stelen geteeld, waarvan Frambozenrood de meest donkerrood gekleurde stelen heeft. Voor de conservenindustrie wordt het ras Goliath geteeld dat groene stelen heeft, omdat de industrie geen gekleurde moes wil produceren.

## Voedingsstoffen
|              | 100 gram verse, onbereide rabarber |
| ------------ | ---------------------------------- |
| energie      | 46 kilojoule                       |
| koolhydraten | 2 gr                               |
| eiwit        | 0,5 gr                             |
| vet          | 0,1 g                              |
| kalium       | 300 mg                             |
| calcium      | 40 mg                              |
| ijzer        | 0,5 mg                             |
| vitamine B1  | 0,05 mg                            |
| vitamine B2  | 0,02 mg                            |
| vitamine C   | 10 mg                              |

## Bereiding

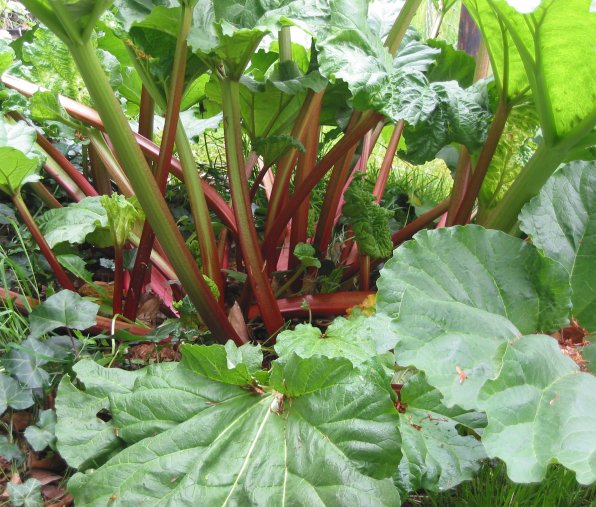
Het ras 'Frambozenrood'

Alleen de rode bladstelen worden gegeten. Deze worden in stukken gesneden en met weinig water gekookt. Als de stukken uit elkaar vallen is de rabarber klaar. Rabarbercompote (NL) of rabarbermoes (BE) kan warm of koud worden gegeten. In beide gevallen is het een bijgerecht dan wel een nagerecht. Rabarber is ook goed te gebruiken in gebaksoorten zoals vlaaien.
Rabarber wordt later in het seizoen steeds zuurder. Vanwege deze uitermate zure smaak, door het aanwezige oxaalzuur, wordt er vaak suiker of honing aan toegevoegd. De stelen hoeven niet geschild te worden. Als dit toch gebeurt wordt de gekookte rabarber groen, anders krijgt de gekookte rabarber een rode kleur. Sommige mensen voegen ter neutralisatie van het oxaalzuur neerslagkalk toe, dat bestaat uit calciumcarbonaat, wat resulteert in een zachtere smaak. De neerslagkalk neutraliseert het zuur.
De stengels van de rabarberplant bevatten slechts weinig oxaalzuur en kunnen daarom wel gegeten worden. In grote hoeveelheden is oxaalzuur giftig, en omdat vooral de rabarberbladeren veel oxaalzuur bevatten moeten deze niet gegeten worden.

## Bloem en vrucht
De trosvormig vertakte bloeiwijze wordt meestal weggehaald, omdat de plant vaak wordt geteeld om zijn eetbare bladstelen, en de bloei ten koste gaat van de bladvorming. De bloeiwijze komt voornamelijk bij het ras 'Goliath' voor.

Rabarber heeft vruchtjes die zijn omsloten door een blijvend bloemdek. De vrucht is een nootje.
|  |  |  |
|  |  |  |

## Groei
De wortel van een rabarberplant bestaat uit een grote stronk onder de grond, bestaande uit wortelstokken. Aan die stronk zitten uitlopers die zich vertakken zoals gewone wortels. Door die stronk kan een rabarber in het voorjaar met flinke snelheid stelen en bladeren laten groeien.
|  |  |  |
|  |  |  |
|  |  |  |